# Никитское (Талдомский городской округ)
Никитское — деревня в Талдомском городском округе Московской области России, до 2018 года входила в состав сельского поселения Квашёнковское Талдомского района.
Находится рядом со Спас-Углом — старинным русским селом, где родился Салтыков-Щедрин.
Ранее принадлежала Тверской губернии.

## Население
| 1859 | 1888 | 1926 | 2002 | 2006 | 2010 |
| ---- | ---- | ---- | ---- | ---- | ---- |
| 264  | ↗319 | ↗322 | ↘18  | ↗26  | ↘20  |